# Station Brodnica Wąskotorowa
Station Brodnica Wąskotorowa was een spoorwegstation in de Poolse plaats Brodnica.